# 새해맞이 특별생방송
《새해맞이 특별생방송》은 대한민국의 KBS에서 연말연시 매년 12월 31일에 방송되는 생방송 특집 프로그램의 총칭이다.

## 제목 선정
한국의 공영 방송사인 KBS가 정한 특별 생방송의 제목(주제)으로 선정한다.

## 변천사

### 1980년대
| 타이틀(주제)           | 이번 년도       | 다음 년도       | 진행자 | 장소 | 방송사  | 비고  |
| ---------------------- | --------------- | --------------- | ------ | ---- | ------- | ----- |
| 81년은 우리의 해       | 1980년          | 1981년          |        |      | KBS 1TV |       |
| 세계의 새아침          | 1981년          | 1982년          |        |      | KBS 1TV |       |
| 자랑스런 의지의 한국인 | 1982년          | 1983년          |        |      | KBS 1TV |       |
| 노래 10년회            | 1983년          | 1984년          |        |      | KBS 1TV |       |
| 제야 홍륭의 소리       | 1984년          | 1985년          |        |      | KBS 1TV |       |
| 다원방송 이시각 세계는 | 1985년 ~ 1986년 | 1986년 ~ 1987년 |        |      | KBS 1TV |       |
| 제야의 종              | 1987년          | 1988년          |        |      | KBS 1TV |       |
| 새해를 맞으며          | 1988년          | 1989년          |        |      | KBS 1TV | [ 1 ] |

### 1990년대
| 타이틀(주제)                        | 이번 년도 | 다음 년도 | 진행자         | 장소           | 방송사  | 비고  |
| ----------------------------------- | --------- | --------- | -------------- | -------------- | ------- | ----- |
| 우리모두 함께 갑시다                | 1990년    | 1991년    | 이창호, 박경희 | 방송 스튜디오  | KBS 1TV |       |
| 제야의 종                           | 1991년    | 1992년    | -              | 종각           | KBS 1TV |       |
| 제야의 종                           | 1992년    | 1993년    | -              | 종각           | KBS 1TV |       |
| 송구영신                            | 1993년    | 1994년    | -              | 종각           | KBS 1TV |       |
| 이제는 세계다                       | 1994년    | 1995년    |                | 종각           | KBS 1TV |       |
| 가는 해 오는 해                     | 1994년    | 1995년    |                | 종각           | KBS 2TV |       |
| 가는 해 오는 해 - 열린음악회        | 1995년    | 1996년    | 손범수, 장은영 |                | KBS 1TV |       |
| 새해맞이 열린음악회                 | 1996년    | 1997년    | 손범수, 장은영 | 잠실실내체육관 | KBS 1TV |       |
| 새해맞이 열린음악회                 | 1997년    | 1998년    | 손범수, 황수경 |                | KBS 1TV |       |
| 한중일 우정의 콘서트                | 1998년    | 1999년    | 손범수, 황수경 | KBS 홀         | KBS 1TV |       |
| 밀레니엄 국민대축제 - 한민족 대합창 | 1999년    | 2000년    | 손범수, 황수경 | 세종로 광장    | KBS 1TV | [ 2 ] |
| 클릭 2000 젊은 새천년을 연다        | 1999년    | 2000년    |                |                | KBS 2TV |       |

### 2000년대
| 타이틀(주제)                        | 이번 년도 | 다음 년도 | 진행자                         | 장소          | 방송사  | 비고  |
| ----------------------------------- | --------- | --------- | ------------------------------ | ------------- | ------- | ----- |
| 희망의 대합창                       | 2000년    | 2001년    | 손범수, 황수경                 | 세종로 광장   | KBS 1TV |       |
| 가는해 오는해, 월드컵의 해가 밝았다 | 2001년    | 2002년    | 손범수, 황수경                 | 서울시청 광장 | KBS 1TV |       |
| 가는해 오는해                       | 2002년    | 2003년    |                                |               | KBS 1TV |       |
| 가는해 오는해                       | 2003년    | 2004년    |                                |               | KBS 1TV |       |
| 시청자 여러분 감사합니다            | 2004년    | 2005년    |                                | KBS홀         | KBS 1TV |       |
| 시청자 여러분 감사합니다            | 2005년    | 2006년    |                                |               | KBS 1TV |       |
| 새 희망이 밝았다                    | 2006년    | 2007년    |                                |               | KBS 1TV |       |
| 가는 해 오는 해                     | 2007년    | 2008년    |                                |               | KBS 1TV |       |
| 새 희망이 밝아온다                  | 2008년    | 2009년    | 윤인구, 김진희, 김현욱, 이선영 | 세종로 광장   | KBS 1TV | [ 3 ] |
| 새 희망이 밝아온다                  | 2009년    | 2010년    |                                | 세종로 광장   | KBS 1TV |       |

### 2010년대
| 타이틀(주제)           | 이번 년도 | 다음 년도 | 진행자         | 장소            | 방송사  | 비고 |
| ---------------------- | --------- | --------- | -------------- | --------------- | ------- | ---- |
| 가는 해 오는 해        | 2010년    | 2011년    |                |                 | KBS 1TV |      |
| 가는 해 오는 해        | 2011년    | 2012년    |                | KBS 신관 공개홀 | KBS 1TV |      |
| 가는 해 오는 해        | 2012년    | 2013년    |                | KBS 신관 공개홀 | KBS 1TV |      |
| 아리랑 KOREA           | 2013년    | 2014년    | 신동엽, 황수경 | KBS 신관 공개홀 | KBS 1TV |      |
| 희망 창조, 코리아      | 2014년    | 2015년    | 최불암, 황수경 | KBS 신관 공개홀 | KBS 1TV |      |
| 행복코리아 오늘과 내일 | 2015년    | 2016년    |                | KBS 신관 공개홀 | KBS 1TV |      |
| 새날마중               | 2016년    | 2017년    | 윤인구, 이현주 | KBS 신관 공개홀 | KBS 1TV |      |
| 가는 해 오는 해        | 2017년    | 2018년    |                | KBS 신관 공개홀 | KBS 1TV |      |
| 새날마중               | 2018년    | 2019년    | 강석우, 이현주 | KBS 신관 공개홀 | KBS 1TV |      |
| 새날마중               | 2019년    | 2020년    | 강석우, 이정민 | KBS 신관 공개홀 | KBS 1TV |      |

### 2020년대
| 타이틀(주제)            | 이번 년도 | 다음 년도 | 진행자         | 장소                | 방송사  | 비고  |
| ----------------------- | --------- | --------- | -------------- | ------------------- | ------- | ----- |
| 새날마중                | 2020년    | 2021년    | 김재원, 박지원 | KBS 신관 공개홀     | KBS 1TV |       |
| 여러분이 국가대표입니다 | 2021년    | 2022년    | 한상권, 이선영 | 방송 스튜디오       | KBS 1TV |       |
| 새날마중                | 2022년    | 2023년    | 김재원, 박지원 | KBS 신관 공개홀     | KBS 1TV |       |
| 새날마중                | 2023년    | 2024년    | 김승휘         | KBS 신관 공개홀     | KBS 1TV |       |
| 새날마중                | 2024년    | 2025년    | 이재성         | KBS 신관 공개홀     | KBS 1TV |       |
| 카운트다운 쇼 LIGHT NOW | 2024년    | 2025년    | 홍주연         | 명동 야외 특설 무대 | KBS 2TV | [ 4 ] |

## 타종 중계
- 자정 직전 넘어야, 제야의 종 타종식은 종로 보신각에서 아나운서의 맡은 실황 중계하고 있다.[5]
- 2020년~2021년 코로나19 우려로 사회적 거리두기 때문에 별도 카운트다운 영상 송출을 보냈다.

## 같이 보기
- 열린음악회
- KBS 연기대상 (동시간대 2TV 프로그램)
- 신년 전야
- 새해